# 栃木ゴールデンブレーブス
栃木ゴールデンブレーブス（とちぎゴールデンブレーブス、英: Tochigi Golden Braves）は、日本のプロ野球球団である。栃木県を拠点に、独立リーグのベースボール・チャレンジ・リーグに2016年より所属している。

## 概要
球団名は、チームカラーである「金（GOLDEN）」と、選手は夢に挑戦する勇者として「BRAVES」 、つまり「栃木の勇者」として栃木県民に勇気と希望を与える球団になって欲しいという思いを込めた、としている。
リーグの既存球団と同様、地域貢献を優先しており、「栃木県民がひとつになれる熱い球団」や「大きな誇り」・「力強い勇気」・「夢へのチャレンジ」を県民に提供することをチーム理念としている。
リーグ参入初年度の2017年から2021年まで、東地区に所属（2019年までFUTURE-Eastの別名あり、2020年は新型コロナウイルスの感染拡大の影響による開催方式の変更に伴い、茨城・埼玉・神奈川と「東地区」を構成し、その中で茨城と「グループA」に入る形でリーグ戦を実施）。2022年から2023年までは、従来の地区割はそのまま名称が変わり、南地区（South Division）に所属。2024年は地区割を行わず、1地区7チーム制でリーグ戦を実施した。8チームとなる2025年は2地区制が復活し、再び東地区 (BC-East：栃木・福島・茨城・群馬で構成)に所属する 。
2017年2月に小山市をホームタウンとすることを発表した。
練習拠点として、2017年3月限りで廃校となった旧小山市立梁小学校のグラウンドおよび体育館が、小山市等の支援により2017年中に整備された。この練習施設には「小山ベースボールビレッジ」という名称が付けられている。
2018年の取材で、球団社長はマスコットキャラクターを作る予定があると述べていたが、2024年現在、球団マスコットキャラクターは設定されていない。

### 開催球場
「BCリーグ規定に準ずる県内すべての球場で開催」としており、リーグの多くの球団同様本拠地を定めていない。
2024年までの球場別公式戦開催試合数は以下の通りである（ポストシーズンゲームは含まない）。

- （ ）はこの項で使用する略称、［ ］は命名権に伴う通称名。
- 太字はその年度の最多開催球場。
- 5試合以上開催したシーズンがある球場は、背景を黄色としている。
- 出典はリーグウェブサイト[13][14]および公式記録が残る「一球速報.com」（2019年～2023年）の公式戦日程[15]。

| 球場名                                                                      | 2017年 | 2018年 | 2019年 | 2020年 | 2021年 | 2022年 | 2023年 | 2024年 | 8年間合計 |
| --------------------------------------------------------------------------- | ------ | ------ | ------ | ------ | ------ | ------ | ------ | ------ | --------- |
| 小山運動公園野球場（小山）                                                  | 15     | 25     | 19     | 19     | 16     | 19     | 18     | 17     | 148       |
| 佐野市運動公園野球場（佐野） ［エイジェック佐野野球場］                     | 6      | 2      | 3      | 1      | 2      | 3      | 5      | 1      | 23        |
| 栃木市総合運動公園野球場（栃木市営） ［とちぎ木の花スタジアム］             | 2      | 3      | 5      | 2      | 3      | 2      | 3      | 1      | 21        |
| 栃木県総合運動公園野球場（栃木県営） ［エイジェックスタジアム］             | 10     | 0      | 3      | 2      | 3      | 6      | 5      | 7      | 36        |
| 宇都宮清原球場（清原）                                                      | 3      | 4      | 2      | 0      | 1      | 0      | 0      | 1      | 11        |
| 鹿沼運動公園野球場（鹿沼） ［ヤオハンいちごパーク野球場］                   | 0      | 1      | 1      | 0      | 1      | 1      | 1      | 1      | 6         |
| 矢板運動公園野球場（矢板） ［システム興産スタジアム］                       | 0      | 1      | 1      | 0      | 1      | 1      | 1      | 1      | 6         |
| 足利市総合運動場硬式野球場（足利） ［ジェットブラックフラワーズスタジアム］ | 0      | 0      | 2      | 2      | 2      | 2      | 2      | 1      | 11        |
| 大平運動公園さくら球場（大平） ［エイジェックさくら球場］                   | 0      | 0      | 0      | 4      | 0      | 0      | 0      | 0      | 4         |
| くろいそ運動場野球場（黒磯） ［石川スポーツグラウンドくろいそ］             | 0      | 0      | 0      | 0      | 1      | 1      | 1      | 1      | 4         |

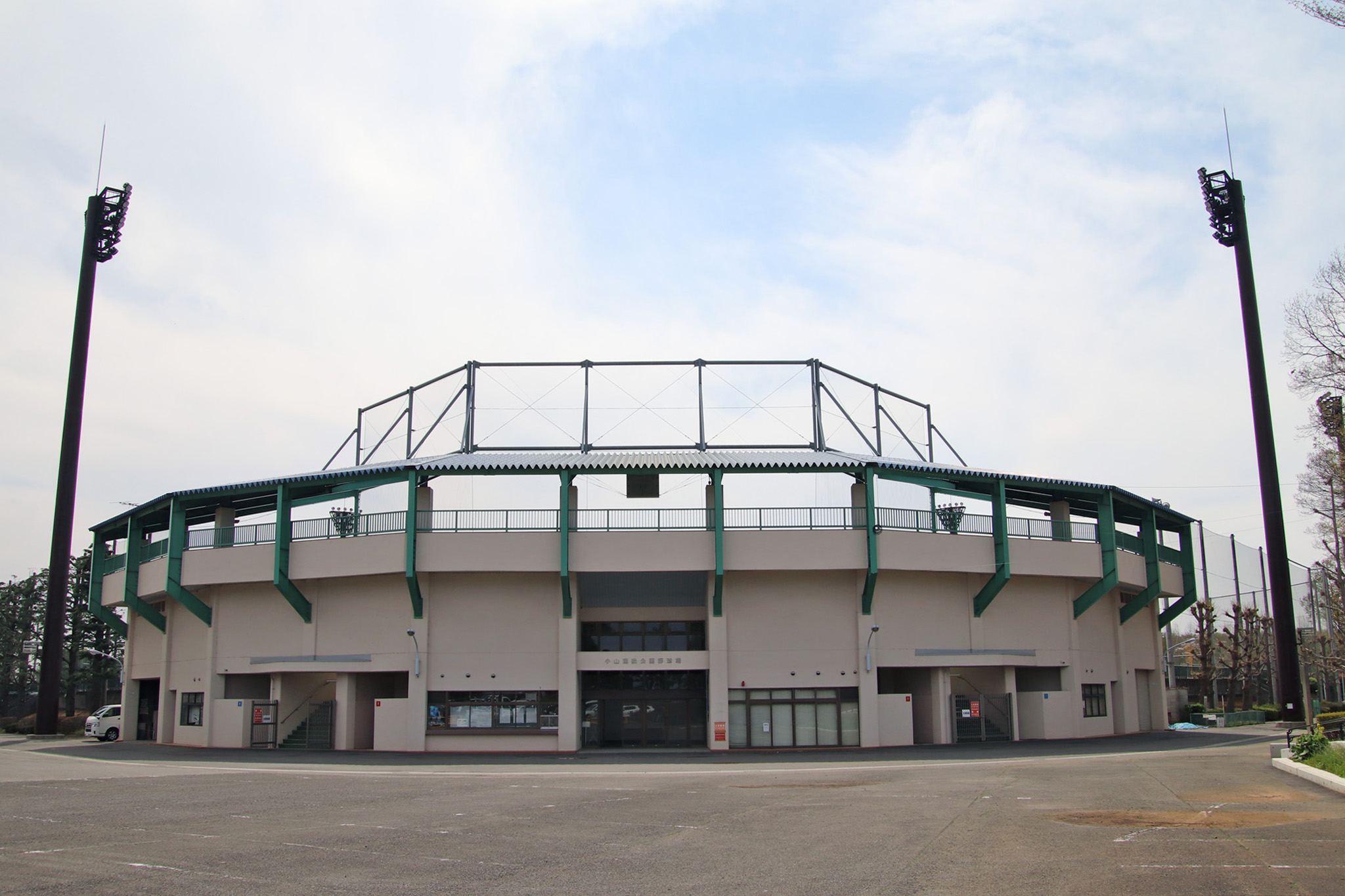
小山運動公園野球場

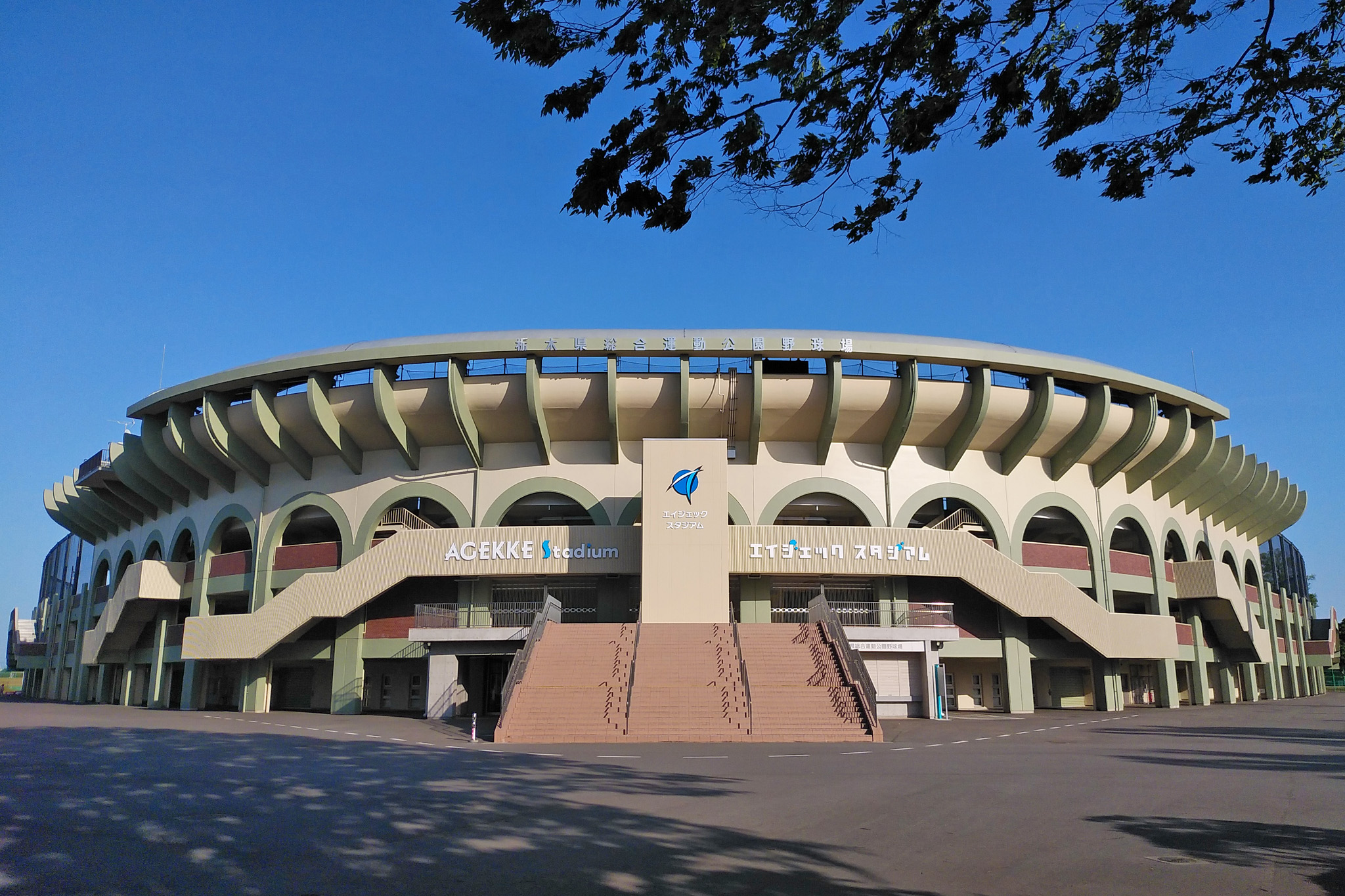
栃木県総合運動公園野球場
（エイジェックスタジアム）

参入初年度の2017年は、小山・佐野・栃木市営・栃木県営・清原の各球場で試合を開催した。
2018年は、小山に照明設備が新設されたことや、改修工事に伴い栃木県営の使用ができなくなったことから、小山での開催が大幅に増加した。また、新たに鹿沼と矢板で公式戦を開催した。
2019年は栃木県営での開催が復活した他、新たに足利で公式戦を開催した。
2020年は、新型コロナウイルス感染拡大による変更前の当初日程では、矢板での開催がなくなった一方、那須塩原市のくろいそ運動場野球場（以下黒磯）で1試合が予定されていた。その後に発表された変更後の日程では、新たに栃木市の大平運動公園さくら球場（エイジェックさくら球場、以下大平）で開催した一方、当初日程で設定されていた鹿沼・清原・黒磯各球場では開催がなかった。
2021年は、清原・鹿沼・矢板での開催が復活、新たに黒磯で公式戦を開催した。一方で、前年開催があった大平は1試合も設定がなかった。当初、主催試合は35試合が予定されていたが、新型コロナと天候不順で試合中止が相次ぎ、最終的には30試合の開催に留まった。
2022年は、栃木県営での開催が倍増、前年開催があった清原は1試合も設定がなかった他は、2021年とほぼ同じ割合で35試合を開催した。
2023年は、前年に開催実績がある8球場（小山・栃木県営・栃木市営・佐野・足利・鹿沼・矢板・黒磯）で、36試合を開催した。
2024年は、前年に開催実績がある8球場に加え、3年ぶりに清原で1試合を実施、31試合を開催した。
2025年は、前年に開催実績がある9球場に加え、新たに真岡（本年完成した真岡市総合運動公園市民球場）でも開催予定で、公式戦29試合、NPB球団との交流戦「NPBチャレンジカップ」7試合、計36試合の開催を予定している。
2019年に1回、小山でダブルヘッダーの開催実績がある。
ポストシーズンゲーム
2019年に初めて出場してホームゲームを開催したポストシーズンについては、地区チャンピオンシップからグランドチャンピオンシップまでの全試合を小山で実施した。同一年のグランドチャンピオンシップまでのポストシーズンゲームをすべて一つの球場で開催したのは、リーグでは石川・群馬に次いで3球団目となる。一方、グランドチャンピオンシップを県庁所在地で開催した実績がなく、これは四国アイランドリーグplusとBCリーグの優勝チーム同士の対戦だった2019年以前の出場チームでは新潟に次いで2例目だった。
2020年のポストシーズンゲームはトーナメント制となったが、東地区チャンピオンシップは規定で栃木主催となり小山で実施した。
2023年のポストシーズンゲームは、本来なら南地区優勝の埼玉主催で地区チャンピオンシップを実施するところ、埼玉県内で球場を確保できなかったことから、2位通過の栃木主催で開催、小山で実施した。
2024年のグランドチャンピオンシップ（2022年度より1箇所集中開催でのトーナメント制）は、開催地枠で出場、全試合を小山で実施した。

## 歴史

### 2016年
- 3月23日 - 2017年度からのリーグ戦参加を前提として「栃木県民球団」の準加盟がリーグより承認される[47]。
- 6月28日 - 栃木県民球団につき、2017年シーズンからのリーグ加盟を正式に決定[48]。
- 8月1日 - チーム名が「栃木ゴールデンブレーブス」に決定[49]。
- 9月1日 - キャップマークを決定したと発表[50]。
- 9月20日 - 当球団を含めたリーグ合同トライアウトのエントリー受付が開始される[51]。
- 10月1日 - 投票により、チームの1stユニフォームが決定。2位に約120票の差をつけた「ゴールド&ホワイト」が選ばれた[52]。

。
- 10月12日 - 県内の少年野球関係者を対象とした球団構想説明会を開催。球団発表によると約100名が参加した[53]。
- 10月21日 - リーグによる既存球団からの分配ドラフトが実施され、吉田えり（石川ミリオンスターズ）ら5人が指名される[54]。
- 11月1日 - 球団法人「株式会社栃木県民球団」を設立[55]。
- 11月4日 - 球団合同トライアウトの合格者6名を発表[56]。
- 11月13日 - リーグのドラフト会議で選手5人を指名[57]。
- 12月2日 - 選手兼バッテリーコーチに八木健史（群馬ダイヤモンドペガサスから移籍）の就任を発表[58]。
- 12月8日 - 監督に辻武史、ヘッドコーチに宮地克彦が就任したことを発表[59]。
- 12月13日 - 2017年度はリーグの東地区(FUTURE-East)に所属することが正式に発表される[4]。

### 2017年
- 1月10日 - ピッチングコーチに金無英[60]、選手兼任ピッチングコーチに中﨑雄太[61]が就任したことを発表。
- 4月8日 - 武蔵ヒートベアーズとの間で2017年シーズンの開幕戦を開催（3-2で勝利）[62]。
- 6月18日 - 前期日程終了。前期は4月後半に6連敗[63]、1勝のあと10連敗[64]、1勝の後再び5連敗[65]など大型連敗が続き、最終的には7勝28敗の勝率.200で東地区5位（最下位）となった[66]。なお、勝率.200は、2シーズン制となって以降の半期成績として、当時は2015年前期に福島ホープスが記録した.242（8勝25敗4分）を下回るリーグワースト記録であった（2018年前期に滋賀ユナイテッドベースボールクラブが.152を記録して更新）。
- 9月10日 - 後期日程終了。後期は開幕2戦目から4連勝を記録したが[67]、8月に5連敗を記録して勝率5割を割り込み[68]、最終的には前期より順位を一つあげる4位であった。年間を通じた打率・防御率はいずれもリーグ最下位で、本塁打数の少なさ（リーグ9位）に示される長打力の不足も指摘された[69]。監督の辻は「勝ちパターンがはまらず、日替わりの戦い方になった」と述べている[70]。一方観客動員はリーグ10球団中2位を記録した[71]。
- 12月25日 - 選手兼ピッチングコーチの中崎雄太の退団を発表[72]。

### 2018年
- 1月9日 - 選手兼コーチとして、小山市出身で前東京ヤクルトスワローズの飯原誉士の入団を発表[73]。
- 3月5日 - 前読売ジャイアンツの村田修一の入団を発表[74]。発表直後、球団公式ウェブサイトに通常の10倍以上となる6万ものアクセスが集中し、1日以上ダウンするという事態にも見舞われた[75]。
- 3月20日 - 公式球団ソング「金色の勇者」を発表[76][77]。
- 4月7日 - 群馬ダイヤモンドペガサス（以下群馬と省略）との間で2018年シーズンの開幕戦を開催（7‐7の引き分け）[78]。
- 6月22日 - 前期日程終了。9勝19敗7分・勝率.321で2年連続で東地区5位（最下位）に終わった。
- 8月1日 - 村田修一が記者会見を開く。同シーズン終了まではチームに残留するが、シーズン終了後は次年度ユニホームを着てどこかでプレーすることは考えにくいと述べ、栃木で事実上現役生活を終えることを明らかにした[79][80]。
- 9月9日 - 公式戦後のセレモニーで、村田修一が引退を正式に表明[81][82]。同日、後期日程終了。15勝19敗1分・勝率.441、東地区3位で終わる。年間を通じた打率は.297（リーグ3位）、本塁打数は59本（リーグ2位）と打撃力が大幅に向上した一方、防御率はリーグ8位と低迷、数値も前年より悪化するなど投手陣に課題を残した。ホームゲーム観客動員は、村田の引退試合となった9月9日の6,025人[83]を筆頭に大幅に増加、前年の記録（3万人強）を更新し5万人を突破した[84][85]。
- 9月10日 - 韓国プロ野球KBOリーグのドラフト会議で、LGツインズから韓善泰（朝鮮語版）（ハン・ソンテ）が10位で指名された[86]。
- 10月15日 - 選手兼バッテリーコーチの八木健史の選手引退・コーチ就任を発表[87]。
- 10月25日 - プロ野球ドラフト会議で、東京ヤクルトスワローズから内山太嗣が育成1位で指名された[88]。
- 12月17日 - 監督の辻武史とヘッドコーチの宮地克彦の退任を発表[89]。
- 12月19日 - 栃木市出身の元読売ジャイアンツの寺内崇幸が新監督、選手兼コーチの飯原誉士がヘッドコーチに就任。千葉ロッテマリーンズから高根沢町出身の岡田幸文が外野守備走塁コーチとして派遣されることも発表された[90]。

### 2019年
- 1月17日 - ピッチングコーチの金無英の退団を発表[91]。
- 3月1日 - ピッチングコーチに巽真悟が就任したことを発表[92]。
- 3月12日 - 前阪神タイガースの西岡剛の入団を発表[93]。
- 4月6日 - 茨城アストロプラネッツ（以下茨城と省略）との間で2019年シーズンの開幕戦を開催（8-0で勝利）[94]。
- 5月30日 - 投手の北方悠誠（元・福岡ソフトバンクホークス）が、MLBのロサンゼルス・ドジャースとマイナー契約を締結したことを発表（同日付で栃木を退団）[95][96]。
- 6月19日 - 前期日程終了。18勝15敗1分・勝率.545で東地区3位に終わった。
- 9月5日 - 対茨城戦に勝利し、リーグ戦参入3年目で初となる地区後期（半期）優勝を達成[97][98]。
- 9月8日 - 後期日程終了。22勝9敗5分・勝率.710で終える。
- 9月15日 - 東地区チャンピオンシップで群馬に2連勝し、初の地区年間優勝を達成[99][100]。
- 9月29日 - 信濃グランセローズ（以下信濃と省略）とのリーグチャンピオンシップを3勝1分で制し、初のリーグ優勝を達成[101][102]。
- 10月5日 - 四国アイランドリーグplus優勝の徳島インディゴソックスとの間でグランドチャンピオンシップを開催（10月15日まで。2勝3敗で敗退）[103][104]。
- 12月3日 - 選手兼ピッチングコーチとして、小山市出身で前オリックス・バファローズの成瀬善久の入団を発表[105]。

### 2020年
- 6月21日 - 埼玉武蔵ヒートベアーズ（以下埼玉と省略）との間で2020年シーズンの開幕戦を開催（0-1で敗戦）[106]。
- 8月28日 - 8月24日から27日までチーム練習に参加していた[107]、元福岡ソフトバンクホークスの川﨑宗則が選手契約に合意したと発表[108]。
- 8月30日 - 対茨城戦に勝利し、2年連続で地区チャンピオンシップ進出を決める[109]。
- 8月31日 - マイナーリーグが中止となり帰国していた北方悠誠の再入団を発表[110][111]。（ドジャース傘下に在籍したまま期間限定での契約で、11月4日付で退団[112]。）
- 10月15日 - リーグ戦全日程終了。41勝13敗6分・勝率.759、打率.304（リーグ1位）、本塁打数45本（リーグ1位）、防御率2.87（リーグ2位）の成績で終わる。
- 10月18日 - 神奈川フューチャードリームス（以下神奈川と省略）との東地区チャンピオンシップで3-15で敗戦、2年連続の地区優勝を逃す[113][114]。
- 10月26日 - プロ野球ドラフト会議で、東北楽天ゴールデンイーグルスから石田駿が育成1位で指名された[115]。
- 11月19日 - 外野守備走塁コーチの岡田幸文の退任を発表。（退団後、東北楽天のコーチに就任）[116]

### 2021年
- 1月13日 - 投手コーチの巽真悟、バッテリー兼育成コーチの八木健史の退任を発表[117]。
- 1月15日 - バッテリーコーチに前日本ハムファイターズの黒羽根利規が就任したことを発表[118]。
- 1月18日 - 元東京ヤクルトスワローズの村中恭兵の入団を発表[119]（栃木には1シーズン在籍、同年9月22日付で任意引退が公示され現役を引退[120]）。
- 4月3日 - 埼玉との間で2021年シーズンの開幕戦を開催（2-3で敗戦）[121]。
- 5月18日 - ドジャース傘下を自由契約になっていた北方悠誠が復帰、練習生契約を締結したことを発表[122]（シーズン終了後の11月1日付で自由契約が公示され退団[123]）。
- 8月17日 - 投手のダニエル・ミサキが、読売ジャイアンツと育成契約を締結したことを発表（同日付で栃木を退団）[124]。
- 8月19日 - チーム関係者1名に新型コロナウイルス感染症のPCR検査陽性反応が確認されたため、20日と21日に予定されていた読売ジャイアンツ三軍との交流戦中止を発表[125]。
- 8月23日 - 前日新たにPCR検査陽性反応者が3人確認されたことを受け、24日に予定されていた対神奈川戦を中止[126]。
- 8月27日 - 陽性者と濃厚接触者を除くスタッフ・選手のPCR検査が全員陰性だったことから、28日より活動を再開すると発表[127]。
- 8月29日 - 新型コロナウイルス感染拡大の影響で、同地区対戦を優先させることから、他地区交流戦の打ち切りがリーグより発表され、4試合の未消化が決定[27]。その後、同地区内振替試合の一部も開催しないことが順次発表され、最終的に計10試合の未消化試合が生じた[28]。
- 9月9日 - 東地区の試合がともに雨天中止、振替試合が行われないことから埼玉の地区初優勝が決定、同時にチャンピオンシップのワイルドカード出場も、中地区2位・信濃の勝率を残り試合を全勝しても上回らないことが確定し、2年ぶりの地区優勝と3年連続のポストシーズンゲーム進出を逃す[128]。
- 9月12日 - 東地区の4球団が集結し、「BCL東地区オールスターゲーム2021」が小山運動公園野球場で開催された[129][130]。
- 9月16日 - リーグ戦全日程終了。当初日程の70試合に対し60試合を消化、31勝23敗6分・勝率.574、東地区2位で終わる。各成績は、打率.284（リーグ7位）、本塁打数42本（リーグ4位）、防御率4.25（リーグ7位）。なお、失策数95[131]はリーグワースト3位、過去5年においても最多であり、守備力に大きな課題を残した。
- 11月17日 - 3年間在籍した西岡剛の退団を発表[132]（退団後、九州アジアリーグの新球団・「福岡北九州フェニックス」の選手兼任初代監督に就任）[133][134]。

### 2022年
- 1月25日 - 元阪神タイガースの高野圭佑の入団を発表[135]（栃木には1シーズン在籍、同年10月24日付で自由契約が公示され退団[136]）。
- 1月27日 - 選手兼任投手コーチとして、前埼玉西武ライオンズの吉川光夫の入団を発表[137]。
- 4月9日 - 茨城との間で2022年シーズンの開幕戦を開催（3-11で敗戦）[138]。
- 7月19日 - お笑いコンビティモンディの高岸宏行の入団を発表[139][140]。発表直後、球団公式ウェブサイトにアクセスが集中して接続困難になり、数日間繋がりにくい状態が続いた[141][142]。高岸が先発で公式戦初登板した8月14日の対埼玉戦は、シーズン最多の5,021人が来場した[143]。
- 9月4日 - リーグから未消化試合が発表されたことに伴い、南地区のシーズン順位が確定。2年ぶりのポストシーズンゲーム進出が決まる[144]。
- 9月7日 - リーグ戦全日程終了。当初日程の67試合に対し64試合を消化、29勝28敗7分・勝率.509、南地区2位で終わる。各成績は、打率.264（リーグ4位）、本塁打数39本（リーグ2位）、防御率4.58（リーグ6位）。
- 9月11日 - 茨城と対戦した地区チャンピオンシップに1勝2敗（茨城は地区優勝によるアドバンテージ1勝あり）で敗退[145][146]。
- 12月23日 - バッテリーコーチの黒羽根利規の退任を発表[147]。

### 2023年
- 1月5日 - バッテリーコーチに、球団OBで前東京ヤクルトスワローズの内山太嗣が就任したことを発表。5年ぶりのチーム復帰となる[148]。
- 4月8日 - 神奈川との間で2023年シーズンの開幕戦を開催（3-4で敗戦）[149]。
- 8月31日 - 南地区のシーズン順位が確定したことにより、2年連続でのポストシーズンゲーム進出が決まる[45]。
- 9月3日 - リーグ戦全日程終了。当初日程の66試合に対し65試合を消化、31勝32敗2分・勝率.492、南地区2位で終わる。各成績は、打率.268（リーグ4位）、本塁打数34本（リーグ7位）、防御率4.07（リーグ3位）。
- 9月9日 - 埼玉と対戦した地区チャンピオンシップ初戦で敗戦、0勝2敗（埼玉は地区優勝によるアドバンテージ1勝あり）で敗退[150]。
- 10月26日 - プロ野球ドラフト会議で、中日ドラゴンズから尾田剛樹が育成3位で指名された[151]。（※中日入団後、2024年3月25日に支配下登録へ変更[152]。）

### 2024年
- 2月13日 - チーフ総合コーチの飯原誉士の退任、およびチームディレクター就任を発表[153]。
- 4月6日 - 福島レッドホープスとの間で2024年シーズンの開幕戦を開催（4-5で敗戦）[154]。
- 5月31日 - 栃木県での開催が決定していた今年度のグランドチャンピオンシップ（2022年以降は一箇所での集中開催）について、開催地枠での出場並びに小山運動公園野球場を会場とすることが発表された[46]。
- 9月1日 - リーグ戦全日程終了。当初日程の56試合に対し55試合を消化、12勝41敗2分・勝率.226、リーグ最下位の7位で終わる。各成績は、打率.258（リーグ6位）、本塁打数34本（リーグ3位）、防御率5.65（リーグ7位）。この他では失策数（84）と失点（377）もリーグワーストで、苦しいシーズンになった[155][156]。
- 9月27日 - 小山運動公園野球場でグランドチャンピオンシップが開幕。開催地枠で6シーズンぶりに出場したグランドチャンピオンシップは、準々決勝で石狩レッドフェニックス（北海道フロンティアリーグ）に[157]、準決勝で北九州下関フェニックス（九州アジアリーグ）に勝利[158]したものの、決勝で同じBCリーグ所属の信濃に7回コールドで大敗[159]、準優勝で終わる。
- 10月21日 - 2019年から6年監督を務めた寺内崇幸の退任を発表[160]。（退団後、東京ヤクルトスワローズのコーチに就任[161]）
- 10月23日 - 新監督に、2021年からチームアドバイザーを務めていた山下徳人の就任を発表[162]。
- 10月24日 - プロ野球ドラフト会議で、オリックス・バファローズから清水武蔵が育成2位で指名された[163]。
- 10月25日 - ヘッドコーチに、現役時代阪急・オリックスでプレーし、直近ではエイジェックグループのチームアドバイザーを務めていた山森雅文の就任を発表[164]。

### 2025年
- 2月3日 - ファン投票で公募していた新ユニフォームのデザインを発表[165][166]。
- 3月23日 - 真岡市総合運動公園市民球場（真岡市民球場）[167]のこけら落としとして、埼玉との特別試合を実施[168][169]。
- 4月5日 - 茨城との間で2025年シーズンの開幕戦を開催（6-8で敗戦）[170]。
- 6月27日 - 今年度のグランドチャンピオンシップについて、昨年に続き栃木県での開催（小山運動公園野球場・真岡市総合運動公園市民球場）並びに開催地枠での出場が発表された[171]。

## 成績

### シーズン
| 年度 | 期 | 監督     | 順位 | 試合 | 勝利 | 敗戦 | 引分 | 勝率 | ゲーム差 | 打率       | 防御率     | 本塁打  |
| ---- | -- | -------- | ---- | ---- | ---- | ---- | ---- | ---- | -------- | ---------- | ---------- | ------- |
| 2017 | 前 | 辻武史   | 5    | 35   | 7    | 28   | 0    | .200 | 14.5     | .241(10位) | 5.84(10位) | 25(9位) |
| 2017 | 後 | 辻武史   | 4    | 36   | 12   | 20   | 4    | .375 | 10.5     | .241(10位) | 5.84(10位) | 25(9位) |
| 2018 | 前 | 辻武史   | 5    | 35   | 9    | 19   | 7    | .321 | 10.0     | .297(3位)  | 5.93(8位)  | 59(2位) |
| 2018 | 後 | 辻武史   | 3    | 35   | 15   | 19   | 1    | .441 | 12.0     | .297(3位)  | 5.93(8位)  | 59(2位) |
| 2019 | 前 | 寺内崇幸 | 3    | 34   | 18   | 15   | 1    | .545 | 6.5      | .272(8位)  | 3.64(4位)  | 32(6位) |
| 2019 | 後 | 寺内崇幸 | 1    | 36   | 22   | 9    | 5    | .710 | ※2.0     | .272(8位)  | 3.64(4位)  | 32(6位) |
| 2020 | 全 | 寺内崇幸 | 1    | 60   | 41   | 13   | 6    | .759 | ※35.0    | .304(1位)  | 2.87(2位)  | 45(1位) |
| 2021 | 全 | 寺内崇幸 | 2    | 60   | 31   | 23   | 6    | .574 | 1.5      | .284(7位)  | 4.25(7位)  | 42(4位) |
| 2022 | 全 | 寺内崇幸 | 2    | 64   | 29   | 28   | 7    | .509 | 7.5      | .264(4位)  | 4.58(6位)  | 39(2位) |
| 2023 | 全 | 寺内崇幸 | 2    | 65   | 31   | 32   | 2    | .492 | 2.5      | .268(4位)  | 4.07(3位)  | 34(7位) |
| 2024 | 全 | 寺内崇幸 | 7    | 55   | 12   | 41   | 2    | .226 | 22.0     | .258(6位)  | 5.65(7位)  | 34(3位) |

- 順位は、2023年までは地区（2017 - 2019年と2021年は東地区、2020年は東地区グループA、2022 - 2023年は南地区）、2024年はリーグ総合での順位、打率・防御率・本塁打はリーグ総合での順位。
- 優勝した期のゲーム差は※をつけて2位とのゲーム差を掲載。
- 金地はリーグ優勝。
- 2021年シーズンは、北地区交流戦の打ち切り、振替試合未開催などにより10試合を未消化でシーズン終了。
- 2022年シーズンは、3試合を未消化でシーズン終了。
- 2023年シーズンは、1試合を未消化（雨天中止によるNPB交流戦の振替未実施）でシーズン終了。
- 2024年シーズンは、1試合を未消化（雨天中止によるNPB交流戦の振替未実施）でシーズン終了。

### 地区チャンピオンシップ
- 2019年 - 地区年間優勝（2勝0敗、対戦は群馬）
- 2020年 - 敗退（対戦は神奈川）※今年度はトーナメント制
- 2022年 - 敗退（1勝2敗、対戦は茨城。茨城は地区優勝によるアドバンテージ1勝あり）
- 2023年 - 敗退（0勝2敗、対戦は埼玉。埼玉は地区優勝によるアドバンテージ1勝あり）

### リーグチャンピオンシップ
- 2019年 - 優勝（3勝1分、対戦は信濃）

### グランドチャンピオンシップ
- 2019年 - 2勝3敗（対戦は徳島）
- 2024年 - 準優勝（石狩・北九州下関に勝利、信濃に敗退） ※開催地枠で出場

なお、2021年に開催されていた場合、トーナメントチームの1つ（他にルートインBCリーグ・四国アイランドリーグplus・九州アジアリーグの2021年優勝チーム）として出場する予定だったことが報じられている。

## チームイメージ
チームのイメージカラーは金色である。ウェブサイトには
「日本一の生産量を誇る「二条大麦」の黄金色が一面に広がる栃木の豊かな自然。『世界遺産・日光東照宮』の黄金色に輝く豪華絢爛な「陽明門」。
『栃木』の風物詩、黄金色の火柱にも見える『雷』」
をイメージしたと記載されている。

### ユニフォーム
参入初年度の2017年から2024年まで使用されたファーストユニフォームは、チームカラーの『ゴールド』をベースに、栃木の豊かな自然環境と風土を表現する『グリーン』をイメージしたデザインとなっている。上半身部分は金、黒、帽子部分は緑、黒とキャップマーク、下半身は白を基調としたデザインだった。
2025年よりユニフォームデザインを一新、ファーストユニフォームは、心機一転を表す「白」をベースに、前ユニフォームで使用していた黒と球団カラーである「ゴールド」を加え、力強さを増して勝利を重ねるデザインになった。セカンドユニフォームは、栃木の豊富な自然の「緑」を強調し、ストライプ柄と袖の白で軽快で活動的なデザインである。

### キャップマーク
デザインについては、「ホームベースをモチーフに、チーム名の頭文字をチームカラーのゴールド、栃木県内で生息する牡鹿が持つ猛々しい角を炎に見立てた躍動感と情熱を思わせる赤で表現」したとしている。

## 選手・スタッフ
指導者と選手は
- チームディレクター：飯原誉士[153]

## 応援スタイル
コロナ禍前の主催試合前には、国歌斉唱に引き続き、栃木県民歌「県民の歌」を斉唱していた。自治体協賛試合の場合を中心に、県民歌の代わりに開催地の市歌等を斉唱・独唱することもあった。
なお、新型コロナウイルスが感染拡大した2020年以降は、試合前の国歌斉唱は吹奏に切り替え、県民歌や市歌等の斉唱・吹奏は、シーズン開幕戦を除き省略されている。
私設応援団が存在し、試合中に応援活動を行っている。

## 球団ソング
- 公式球団ソング「金色（こんじき）の勇者」（歌：Lovin&S [ラヴィンズ]） - 2018年発表[76][77][181]

## チアパフォーマー
球団の経営母体であるエイジェックのグループ会社、エイジェックスポーツマネジメントに所属するチアパフォーマンスチーム「GOLD LUSH（ゴールドラッシュ）」が、球団公式チアパフォーマーとして活動している。

## NPBファーム拡張構想への対応
2023年3月14日、球団社長や監督の寺内が栃木県知事の福田富一を表敬訪問した際、NPBがファームリーグに2球団を追加する構想に参入する意向があることを表明した。リーグで参入を表明した球団は新潟・茨城に次いで3球団目となる。同年7月18日、球団親会社のエイジェックが栃木県庁で記者会見を開き、既存の栃木ゴールデンブレーブスとエイジェック硬式野球部の2チームを残しつつ、新球団を立ち上げて参入する構想を正式に表明した。7月26日に申請書類をNPBへ提出したが、審査の結果参入には至らなかった。